# 內爾·羅斯-洛德
佩特羅內拉·傑拉迪納·「內爾」·羅斯-洛德（荷蘭語：Petronella Gerardina "Nel" Roos-Lodder，1914年4月4日—1996年6月4日）生于阿姆斯特丹，是一位荷蘭女子鐵餅運動員，她參加了1948年倫敦夏季奧運會，在比賽中獲得了第13名的成績。